# Eugen Radu

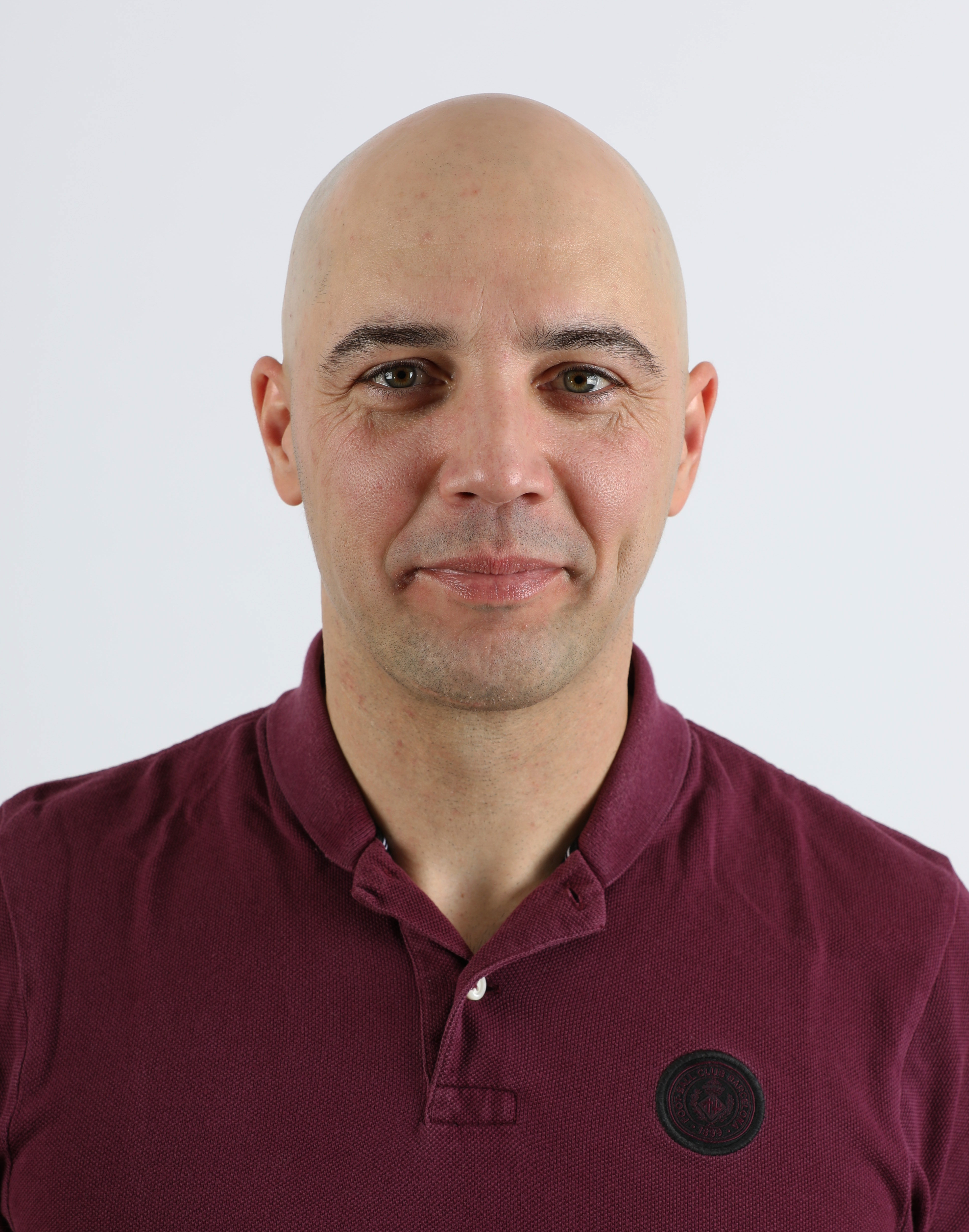
Eugen Radu (2018)

Eugen Radu (* 16. April 1978 in Tulcea) ist ein ehemaliger rumänischer Rennrodler.
Eugen Radu war Student und lebt in Sinaia. Er rodelte seit 1994. Im Rennrodel-Weltcup startet er im Rodeleinsitzer seit der Saison 1998/99. Bestes Einzelergebnis im Weltcup war Platz 25 in Nagano in der Saison 2006/07. Bestes Ergebnis in der Gesamtwertung war der 18. Rang in der Saison 2000/01. Bei den Rennrodel-Weltmeisterschaften 2001 in Calgary wurde Radu 22., zwei Jahre später 24. und bei den Olympischen Spielen von Salt Lake City kam er auf Platz 44. im Einsitzer.
Mit Marian Tican trat er seit Ende der 1990er Jahre auch im Doppelsitzer an. Beste Ergebnisse wurden der 16. Platz bei den Rennrodel-Weltmeisterschaften 2003, 14 (2004) und 18 (2005). Bei der Europameisterschaft waren 15. Ränge 2000 und 2006 bestes Resultate. In der Saison 1998/99 wurde das Doppel 13. der Gesamtwertung und erreichte mit einem elften Platz ihr bislang bestes Weltcupeinzelergebnis. In der Saison 2002/03 konnten Radu/Tican sogar 12. der Gesamtwertung werden, 2005/06, mittlerweile mit Marian Lăzărescu als Partner, 16. Bei den Olympischen Spielen in Salt Lake City wurde das Doppel Radu/Tican, wie auch das Duo Radu/Lăzărescu vier Jahre später in Turin 15.